# Кубок УЄФА 1987—1988
Кубок УЄФА 1987–1988 — сімнадцятий розіграш Кубка УЄФА, в якому після нічиєї за підсумками двоматчевого фіналу перемогу в серії пенальті здобув клуб із ФРН «Баєр», здолавши іспанську команду «Еспаньйол». 
Цей розіграш Кубку УЄФА став третім, до якого не допустили англійські клуби через Ейзельську трагедію. У сезоні 1987-88 не могли брати участь у турнірі «Арсенал», «Тоттенгем Готспур», «Ліверпуль» та «Норвіч Сіті».

## Перший раунд
| Команда 1                | Заг.    | Команда 2           | 1-й матч       | 2-й матч       |
| ------------------------ | ------- | ------------------- | -------------- | -------------- |
| Бешікташ                 | 1–3     | Інтернаціонале      | 0–0 (Протокол) | 1–3 (Протокол) |
| Богеміан (Дублін)        | 0–1     | Абердин             | 0–0 (Протокол) | 0–1 (Протокол) |
| Боруссія (Менхенгладбах) | 1–5     | Еспаньйол           | 0–1 (Протокол) | 1–4 (Протокол) |
| Брондбю                  | 2–1     | Гетеборг            | 2–1 (Протокол) | 0–0 (Протокол) |
| Будапешт Гонвед          | 1–0     | Локерен             | 1–0 (Протокол) | 0–0 (Протокол) |
| Селтік                   | 2–3     | Боруссія (Дортмунд) | 2–1 (Протокол) | 0–2 (Протокол) |
| Колрейн                  | 1–4     | Данді Юнайтед       | 0–1 (Протокол) | 1–3 (Протокол) |
| ЕПА                      | 0–4     | Вікторія (Бухарест) | 0–1 (Протокол) | 0–3 (Протокол) |
| Барселона                | 2–1     | Белененсеш          | 2–0 (Протокол) | 0–1 (Протокол) |
| Вісмут                   | 1–1 (ч) | Валюр               | 0–0 (Протокол) | 1–1 (Протокол) |
| Спартак (Москва)         | 3–1     | Динамо (Дрезден)    | 3–0 (Протокол) | 0–1 (Протокол) |
| Університатя (Крайова)   | 4–4 (ч) | Шавеш               | 3–2 (Протокол) | 1–2 (Протокол) |
| Вітковіце                | 3–1     | АІК                 | 1–1 (Протокол) | 2–0 (Протокол) |
| Зеніт                    | 2–5     | Брюгге              | 2–0 (Протокол) | 0–5 (Протокол) |
| Феєнорд                  | 10–2    | Спора               | 5–0 (Протокол) | 5–2 (Протокол) |
| Аустрія (Відень)         | 1–5     | Баєр                | 0–0 (Протокол) | 1–5 (Протокол) |
| Грассгоппер              | 0–5     | Динамо (Москва)     | 0–4 (Протокол) | 0–1 (Протокол) |
| Беверен                  | 2–1     | Богеміанс (Прага)   | 2–0 (Протокол) | 0–1 (Протокол) |
| Фламуртарі               | 3–2     | Партизан            | 2–0 (Протокол) | 1–2 (Протокол) |
| ЛАСК                     | 0–2     | Утрехт              | 0–0 (Протокол) | 0–2 (Протокол) |
| Мйондален                | 1–5     | Вердер              | 0–5 (Протокол) | 1–0 (Протокол) |
| Панатінаїкос             | 4–3     | Осер                | 2–0 (Протокол) | 2–3 (Протокол) |
| Локомотив (Софія)        | 3–4     | Динамо (Тбілісі)    | 3–1 (Протокол) | 0–3 (Протокол) |
| Погонь (Щецин)           | 2–4     | Верона              | 1–1 (Протокол) | 1–3 (Протокол) |
| Црвена Звєзда            | 5–2     | Ботев               | 3–0 (Протокол) | 2–2 (Протокол) |
| Спортінг (Хіхон)         | 1–3     | Мілан               | 1–0 (Протокол) | 0–3 (Протокол) |
| Спортул                  | 3–1     | ГКС (Катовиці)      | 1–0 (Протокол) | 2–1 (Протокол) |
| Татабанья                | 1–2     | Віторія (Гімарайнш) | 1–1 (Протокол) | 0–1 (Протокол) |
| Тулуза                   | 6–1     | Паніоніос           | 5–1 (Протокол) | 1–0 (Протокол) |
| ТПС                      | 2–1     | Адміра Ваккер       | 0–1 (Протокол) | 2–0 (Протокол) |
| Валетта                  | 0–7     | Ювентус             | 0–4 (Протокол) | 0–3 (Протокол) |
| Вележ                    | 5–3     | Сьйон               | 5–0 (Протокол) | 0–3 (Протокол) |

## Другий раунд
| Команда 1           | Заг.           | Команда 2        | 1-й матч       | 2-й матч            |
| ------------------- | -------------- | ---------------- | -------------- | ------------------- |
| Мілан               | 0–2            | Еспаньйол        | 0–2 (Протокол) | 0–0 (Протокол)      |
| Абердин             | 2–2 (ч)        | Феєнорд          | 2–1 (Протокол) | 0–1 (Протокол)      |
| Боруссія (Дортмунд) | 3–2            | Вележ            | 2–0 (Протокол) | 1–2 (Протокол)      |
| Брондбю             | 3–3 (пен. 0–3) | Спортул          | 3–0 (Протокол) | 0–3 (Протокол)      |
| Шавеш               | 2–5            | Будапешт Гонвед  | 1–2 (Протокол) | 1–3 (Протокол)      |
| Данді Юнайтед       | 2–3            | Вітковіце        | 1–2 (Протокол) | 1–1 (Протокол)      |
| Утрехт              | 2–3            | Верона           | 1–1 (Протокол) | 1–2 (Протокол)      |
| Барселона           | 2–0            | Динамо (Москва)  | 2–0 (Протокол) | 0–0 (Протокол)      |
| Вісмут              | 1–2            | Фламуртарі       | 1–0 (Протокол) | 0–2 (Протокол)      |
| Спартак (Москва)    | 6–7            | Вердер           | 4–1 (Протокол) | 2–6 (дч) (Протокол) |
| Інтернаціонале      | 2–1            | ТПС              | 0–1 (Протокол) | 2–0 (Протокол)      |
| Панатінаїкос        | 3–3 (ч)        | Ювентус          | 1–0 (Протокол) | 2–3 (Протокол)      |
| Црвена Звєзда       | 3–5            | Брюгге           | 3–1 (Протокол) | 0–4 (Протокол)      |
| Тулуза              | 1–2            | Баєр             | 1–1 (Протокол) | 0–1 (Протокол)      |
| Вікторія (Бухарест) | 1–2            | Динамо (Тбілісі) | 1–2 (Протокол) | 0–0 (Протокол)      |
| Віторія (Гімарайнш) | 1–1 (пен. 5–4) | Беверен          | 1–0 (Протокол) | 0–1 (Протокол)      |

## Третій раунд
| Команда 1           | Заг.           | Команда 2        | 1-й матч       | 2-й матч            |
| ------------------- | -------------- | ---------------- | -------------- | ------------------- |
| Боруссія (Дортмунд) | 3–5            | Брюгге           | 3–0 (Протокол) | 0–5 (дч) (Протокол) |
| Будапешт Гонвед     | 6–7            | Панатінаїкос     | 5–2 (Протокол) | 1–5 (Протокол)      |
| Барселона           | 4–2            | Фламуртарі       | 4–1 (Протокол) | 0–1 (Протокол)      |
| Феєнорд             | 2–3            | Баєр             | 2–2 (Протокол) | 0–1 (Протокол)      |
| Верона              | 4–1            | Спортул          | 3–1 (Протокол) | 1–0 (Протокол)      |
| Інтернаціонале      | 1–2            | Еспаньйол        | 1–1 (Протокол) | 0–1 (Протокол)      |
| Віторія (Гімарайнш) | 2–2 (пен. 4–5) | Вітковіце        | 2–0 (Протокол) | 0–2 (Протокол)      |
| Вердер              | 3–2            | Динамо (Тбілісі) | 2–1 (Протокол) | 1–1 (Протокол)      |

## Чвертьфінали
| Команда 1    | Заг. | Команда 2 | 1-й матч       | 2-й матч       |
| ------------ | ---- | --------- | -------------- | -------------- |
| Баєр         | 1–0  | Барселона | 0–0 (Протокол) | 1–0 (Протокол) |
| Верона       | 1–2  | Вердер    | 0–1 (Протокол) | 1–1 (Протокол) |
| Панатінаїкос | 2–3  | Брюгге    | 2–2 (Протокол) | 0–1 (Протокол) |
| Еспаньйол    | 2–0  | Вітковіце | 2–0 (Протокол) | 0–0 (Протокол) |

## Півфінали
| Команда 1 | Заг. | Команда 2 | 1-й матч       | 2-й матч            |
| --------- | ---- | --------- | -------------- | ------------------- |
| Баєр      | 1–0  | Вердер    | 1–0 (Протокол) | 0–0 (Протокол)      |
| Брюгге    | 2–3  | Еспаньйол | 2–0 (Протокол) | 0–3 (дч) (Протокол) |

## Фінал

### Перший матч
| 4 травня 1988 |

| Еспаньйол                 | 3–0      | Баєр |
| ------------------------- | -------- | ---- |
| Лосада 45', 56' Солер 49' | Протокол |      |

| Саррія, Барселона Глядачів: 31,180 Арбітр: Душан Крчняк |

### Другий матч
| 18 травня 1988 |

| Баєр                              | 3–0      | Еспаньйол |
| --------------------------------- | -------- | --------- |
| Тіта 57' Гетц 63' Чха Бом Гин 81' | Протокол |           |

| Ульріх Габерланд, Леверкузен Глядачів: 21,600 Арбітр: Ян Кейзер |

|                                     |     | Пенальті                                      |  |
| Фалькенмаєр · Рольфф · Вас · Тойбер | 3–2 | Пічі Алонсо · Жоб · Уркіага · Цуніга · Лосада |  |

| Переможець Кубка УЄФА 1987—1988 |
| ------------------------------- |
| ФРН                             |
| Баєр Перший титул               |

## Бомбардири
| Місце | Гравець               | Клуб            | Голи | Зіграно хвилин |
| ----- | --------------------- | --------------- | ---- | -------------- |
| 1     | Дімітріс Саравакос    | Панатінаїкос    | 6    | 216            |
| 1     | Калман Ковач          | Будапешт Гонвед | 6    | 539            |
| 1     | Кеннет Брюлле-Ларсен  | Брюгге          | 6    | 648            |
| 4     | Пребен Елк'яер-Ларсен | Верона          | 5    | 577            |
| 4     | Ян Кулеманс           | Брюгге          | 5    | 840            |